# Le Jour du chien
Pour plus de détails, voir Fiche technique et Distribution.
Le Jour du chien ou Un homme honnête (Vite strozzate) est un film franco-italien réalisé par Ricky Tognazzi, sorti en 1996.

## Synopsis
À la mort de son beau-père, Francesco De Luca se rend compte que les comptes de l'entreprise familiale sont dans le rouge. Après s'être tourné sans succès vers les banques, il décide de demander de l'aide à Sergio Vancini, un de ses amis de jeunesse, qui gère une banque financière illégale. Sergio aime beaucoup la femme de Francesco, qui est à la fois attirée et rejetée par sa figure de « sauveur » de l'entreprise : le chantage de Sergio fera son cours, en engageant son autre ami Claudio De Santis pour extorquer de l'argent à Francesco.

## Fiche technique
- Titre original : Vite strozzate
- Titre français : Le Jour du chien
- Titre alternatif : Un homme honnête
- Réalisation : Ricky Tognazzi
- Scénario : Ricky Tognazzi, Graziano Diana, Francesco Taurisano, Simona Izzo et Giuseppe Manfridi
- Photographie : Alessio Gelsini Torresi
- Musique : Ennio Morricone
- Pays d'origine :  Italie -  France
- Format : couleurs
- Genre : drame
- Durée : 108 minutes
- Date de sortie : 1996

## Distribution
- Vincent Lindon : Francesco
- Sabrina Ferilli : Miriam
- Luca Zingaretti : Sergio
- Ricky Memphis : Claudio
- Lina Sastri : Sauro
- Francesco Venditti (it) : Robertino
- Violante Placido : Laura